# Озерщина (Киевская область)
Озірщина (укр. Озирщина) — село, входит в Бородянский район Киевской области Украины.
Население по переписи 2001 года составляло 249 человек. Почтовый индекс — 07843. Телефонный код — 8-04477. Занимает площадь 1,7 км². Код КОАТУУ — 3221081502.

## Местный совет
07841, Киевская обл., Бородянский р-н, с. Жовтневое, ул. Краснознамённая, 78